# Cerise (frisdrank)
Cerise (Frans voor kers/kriek) is een koolzuurhoudende frisdrank met de smaak van kersen.
Cerise is ook de aanduiding van een smaak in verschillende producten: ijs, milkshake, likeur.